# 斯托納姆 (緬因州)
斯托納姆（英語：Stoneham）是一個位於美國緬因州牛津縣的鎮。

## 人口
根據2020年美國人口普查的數據，斯托納姆的面積為89.98平方千米，當中陸地面積為87.62平方千米，而水域面積為2.32平方千米。當地共有人口261人，而人口密度為每平方千米3人。